# Carin Stenbock-von Francken
Carin Adèle Pauline Stenbock-von Francken, född 3 april 1872 i Kusals socken i Estland, död 12 december 1947 i Stockholm, var en svensk målare och tecknare.

## Biografi
Carin Stenbock-von Francken var dotter till direktören Nikolai Paul Fromhold Pontus Stenbock av adelsätten Stenbock och Magda Amalie Aline von Anders och från 1891 gift med direktören August Wilhelm Sidney von Francken av adelsätten von Francken. Hon studerade konst för Carl von Winkler och Deppen i Tallinn samt för Dmitrij Kavkazskij i S:t Petersburg samt vid Althins målarskola 1917–1918 och Wilhelmsons målarskola 1919–1920 och för Robert Halm i Dresden 1921–1922. Hon medverkade i samlingsutställningar arrangerade av Föreningen Svenska Konstnärinnor. Hennes konst består av blomsterstilleben och porträtt utförda i olja, pastell eller krita. Stenbock-von Francken är representerad med ett porträtt av kommerserådet Gunnar Dillner vid Teknologföreningen i Stockholm.